# 12è Cos (Estats Units)
El XII Cos va lluitar des del nord de França fins a Àustria a la Segona Guerra Mundial. Constituït a les Reserves Organitzades el 1933, va ser activat el 29 d'agost de 1942 a Columbia, Carolina del Sud. El XII Cos va entrar en funcionament a França com a part del Tercer Exèrcit del tinent general George S. Patton l'1 d'agost de 1944. Inicialment comandat pel Major General Gilbert R. Cook, la mala salut va obligar a Cook a cedir el comandament al major general Manton S. Eddy en només tres setmanes. El Major General Eddy va comandar el cos fins a finals d'abril de 1945, quan els seus propis problemes de salut el van obligar a lliurar el comandament al major general Stafford LeRoy Irwin.

## Historial d'operacions

### Persecució pel nord de França
Reunint-se al sud de Le Mans el 13 d'agost de 1944, el XII Cos va començar a conduir cap a l'est i va alliberar les ciutats d'Orleans i Châteaudun en cinc dies. Movent-se ràpidament contra la resistència alemanya desorganitzada, el cos va prendre ràpidament Sens, Montargis, Troyes, Châlons-sur-Marne, i Vitry-le-François.El 31 d'agost de 1944, el XII Cos s'havia apoderat d'un cap de pont sobre el riu Mosa a Commercy (Lorena).

### Lorena
A principis de setembre de 1944, una greu escassetat de gasolina va obligar a aturar bruscament la persecució del general Patton pel nord de França. Reprenent el seu avanç el 4 de setembre, però davant l'escassetat de gasolina i municions a causa de la crisi logística aliada, el XII Cos s'enfrontava ara a una situació tàctica molt canviada. Una combinació de reforços alemanys i la cohesió recuperada de les forces alemanyes (5. Panzerarmee) enfrontant-se al Tercer Exèrcit va donar lloc a un augment dramàtic de la resistència alemanya a la regió de Metz i Nancy a la vall del riu Mosel·la. Des del punt de vista alemany, Lorena (Lothringen en alemany) era vista com a part d'Alemanya i seria defensada amb amarga determinació.

### A través del Mosel·la
El XII Cos va atacar a Dieulouard a través del riu Mosel·la el 13 de setembre de 1944, i es va produir un fort combat durant tres dies mentre els alemanys van intentar col·lapsar el cap de pont. Entre el 15 i el 16 de setembre, el cos va alliberar Nancy i Lunéville. L'avanç del XII Cos es va enfrontar amb un contraatac blindat del 5è Exèrcit Panzer. A Arracourt, del 19 al 20 de setembre de 1944, la  4a Divisió Blindada del cos va destruir dues brigades Panzer alemanyes. Els combats desesperats van continuar fins l'1 d'octubre de 1944 per la zona al voltant d'Arracourt, Moyenvic i el bosc de Grémecey. Reprenent el seu avanç, el cos va empènyer al riu Seille el 9 d'octubre de 1944.

### Al Sarre
Després de descansar i reorganitzar-se durant un mes, el XII Cos va obrir una ofensiva per arribar al riu Sarre el 8 de novembre de 1944. Château-Salins va ser presa el 9 de novembre i el cos va lluitar amb una ferma resistència alemanya per alliberar Faulquemont el 20 de novembre de 1944. El 24 de novembre de 1944. Al novembre, el cos va travessar el Sarre i després va alliberar Saint-Avold el 27 de novembre de 1944. De l'1 a l'11 de desembre de 1944, el XII Cos va lluitar i alliberar les ciutats de Sarre-Union i Sarreguemines. El 12 de desembre, el cos va entrar a Alemanya i va començar les operacions contra les fortificacions de la línia Sígfrid.

### Ardenes
L'ofensiva sorpresa d'Alemanya a les Ardenes el 16 de desembre de 1944 va provocar que el Tercer Exèrcit nord-americà es mogués cap al nord per atacar el flanc sud de l'exèrcit alemany a Bèlgica i Luxemburg. El 21 de desembre de 1944, el XII Cos es va traslladar a la zona de la ciutat de Luxemburg el 21 de desembre de 1944. Posteriorment, el cos va netejar la riba oest del riu Mosel·la a Luxemburg fins a l'11 de gener de 1945. Durant el 18-23. Gener, el XII Cos va assaltar el riu Sauer i va netejar les confluències bessones del riu Our i el Sauer, i després la dels rius Sauer i Mosel·la.

### A Alemanya
El 7 de febrer de 1945, el cos va atacar a través dels rius Our i Sauer entre Vianden i Echternach, repel·lint els contraatacs alemanys contra els caps de pont i netejant gradualment els búnquers de la línia Siegfried a la zona fins al 15 de febrer. El 18 de febrer de 1945, el XII Cos va conduir pel riu Prüm, que va atacar la nit del 24 al 25 de febrer. Bitburg va caure en mans del XII Cos el 28 de febrer de 1945. El cos va atacar a través del riu Kyll la nit del 2 al 3 de març de 1945 i va arribar al riu Rin a la zona d'Andernach el 7 de març. Del 7 a l'11 de març de 1945, el cos es va netejar al llarg de la riba oest dels rius Rin i Mosel·la.

### A través del Rin
Assaltant a través del riu Mosel·la a Treis el 14 de març de 1945, el cos es va apoderar de Bad Kreuznach el 18 de març i de Worms el 21 de març. El 22 de març de 1945, el XII Cos va atacar el riu Rin a Oppenheim sense cap preparació i va agafar desprevinguts els alemanys a la zona. Del 21 al 27 de març, el cos va lluitar i es va apoderar de Magúncia. El 25 de març, Darmstadt va caure en mans del XII Cos. En contra dels desitjos de MG Eddy, el general Patton va ordenar al XII Cos que enviés una força d'atac (Task Force Baum) per alliberar el camp de presoner de guerra Hammelburg el 25 de març. La TF Baum va quedar atrapada i destruïda prop de Hammelburg el 27 de març de 1945. El 26 de març de 1945, el cos va atacar a través del riu Main cap a Frankfurt del Main, i va lluitar durant tres dies per capturar la ciutat davant la resistència alemanya caracteritzada per l'ús de canons d'assalt i una gran concentració d'artilleria antiaèria al dens entorn urbà. Desplaçant-se ràpidament al nord-est, el cos va evitar les concentracions de tropes alemanyes i va conquerir Hanau (28 de març), Bad Hersfeld (31 de març) i Fulda (2 d'abril). El cos es va aturar entre Gotha i Suhl el 3 d'abril de 1945. El 4 d'abril de 1945 les tropes del XII Cos van descobrir un dipòsit nazi de tresors d'art i or en una mina de sal a Merkers, i va capturar Meiningen l'endemà.

### Una decisió curiosa
En una qüestionable assignació de la força militar aliada, els generals Dwight D. Eisenhower (comandant suprem aliat) i Omar Bradley (comandant del 12è Grup d'Exèrcits) van aturar l'avanç del 12è Grup d'Exèrcits (al qual pertanyia el Tercer Exèrcit dels EUA) al riu Elba i després va comprometre el Tercer Exèrcit, el Setè Exèrcit i el Primer Exèrcit francès per envair el que creien que era un "reducte alpí" al sud d'Alemanya. L'anomenat reducte va demostrar ser un mite i el compromís de vuit cossos de l'exèrcit nord-americà i francès en contra d'ell va ser un curiós ús dels recursos militars aliats, mentre que altres exèrcits aliats al nord es van aturar durant setmanes a només 80 milles del veritable cor de la resistència alemanya, Berlín.

### Operacions finals
Aquesta decisió va comprometre el XII Cos a un avanç cap al sud-est. Prenent Coburg l'11 d'abril de 1945, el cos va prendre Bayreuth en una batalla de tres dies que va acabar el 16 d'abril. Movent-se ràpidament, el XII Cos va alliberar el camp de concentració de Flossenbürg el 23 d'abril i va arribar al riu Danubi el 25 d'abril de 1945. Operant simultàniament a Alemanya i Txecoslovàquia, el cos va creuar a Àustria i va atacar a través del riu Danubi al sud-oest de Ratisbona el 26 d'abril de 1945. El cos es va apoderar de Linz els dies 4 i 5 de maig de 1945 i va començar a netejar els passos a Txecoslovàquia per fer un viatge a Praga. El Dia VE va portar a terme les operacions de combat del XII Cos, ja que el cos va trobar-se amb les tropes de l'Exèrcit Roig prop d'Amstetten.

## Crèdits de campanya i inactivació
El XII Cos té acreditat el servei a les campanyes del nord de França, Renània, Ardenes-Alsàcia i Europa central. El quarter general, XII Cos, va ser inactivat el 15 de desembre de 1945 a Alemanya. El cos va ser posteriorment activat i inactivat diverses vegades, i l'última inactivació es va produir l'1 d'abril de 1968 a Atlanta, Geòrgia .

## Comandants
- Major General William H. Simpson (setembre de 1942 - octubre de 1943)
- Major General Gilbert R. Cook (1 de novembre de 1943 - 18 d'agost de 1944)
- Major General Manton S. Eddy (19 d'agost de 1944 - 19 d'abril de 1945)
- Major General Stafford LeRoy Irwin (20 d'abril de 1945 - setembre de 1945)